# علی‌اصغرلی (ترتر)
علی‌اصغرلی (به لاتین: ələsgərli) یک منطقه مسکونی در جمهوری آذربایجان است که در شهرستان ترتر واقع شده است. علی‌اصغرلی ۱۱۰۵ نفر جمعیت دارد.